# بشتامي
بشتامي إحدى قرى مركز الشهداء التابع لمحافظة المنوفية في جمهورية مصر العربية.

## التاريخ
قرية بشتامي من القرى القديمة، حيث وردت باسم «بشتامه» في أعمال جزيرة بني نصر ضمن قرى الروك الصلاحي التي أحصاها ابن مماتي في كتاب قوانين الدواوين، كما وردت باسم «بشتامه» في أعمال جزيرة بني نصر ضمن قرى الروك الناصري التي أحصاها ابن الجيعان في كتاب «التحفة السنية بأسماء البلاد المصرية». وفي العصر العثماني وردت باسم «بشتامي» في التربيع العثماني الذي أجراه الوالي العثماني سليمان باشا الخادم في عصر السلطان العثماني سليمان القانوني ضمن قرى ولاية جزيرة بني نصر، وفي تاريخ 1228هـ/1813م الذي عدّ قرى مصر بعد المسح الذي قام به محمد علي باشا باسم «بشتامي» ضمن قرى مديرية المنوفية.

## السكان
بلغ عدد سكان بشتامي 8,121 نسمة، حسب الإحصاء الرسمي لعام 2006.